# Прапор Тершева
Прапор Тершева — офіційний символ села Тершів, Самбірського району Львівської області, затверджений 30 березня 1999 року рішенням сесії Тершівської сільської ради.
Автор — А. Гречило.

## Опис
Квадратне синє полотнище, у центрі — жовте Всевидяче Око, по кутах  — по білій форелі, повернутій до древка.

## Зміст
Всевидяче Око було зображене на печатці Тершева з ХІХ ст. Цей символ збережено й додано 4 форелі, які уособлюють місцеві природні багатства. Також їх можна було трактувати як символ чотирьох сіл, що входили до складу сільської ради.